# Harry Percival Garthwaite
Harry Percival Garthwaite (Brooklyn, 3 de octubre de 1854-San Salvador, marzo de 1911), fue un empresario y minero estadounidense quien operó una de las minas más importantes de El Salvador.

## Primeros años
Nacido en la ciudad de Brooklyn en el estado de Nueva York, sus padres lo llevaron a San Francisco a los dos años de edad.

## Carrera profesional
Se le consideraba un destacado ingeniero de minas y prominente empresario de Oakland.  Tuvo un rol protagónico en la Piedmont Cable Company, la primera empresa de tranvías en Oakland, donde trabajó muchos años y fue gerente general (inglés: superintendent) y secretario de la junta directiva.
En 1895 viajó a Sudáfrica, donde se asoció con Charles Butters en proyectos mineros, y allí estaba durante la Incursión de Jameson; abandonó el país en 1899, antes del inicio de la segunda guerra bóer.

### En El Salvador
Llegó a ser gerente general de la Mina San Sebastián, la más prolífica de El Salvador, y cuya fama alcanzaba Europa; Butters eventualmente le hizo socio. El contrato de la concesión minera fue firmado el 22 de febrero de 1904, durante la presidencia de Pedro José Escalón, a favor de Butters, de Garthwaite, y de los herederos del antiguo presidente Santiago González Portillo.

#### En la política salvadoreña
Fue asesor confidencial de la presidencia del país.  En la disputa limítrofe con Nicaragua, ante un tribunal de negociación establecido por los estadounidenses, representó al país en Washington, obteniendo favorables resultados.  El presidente Fernando Figueroa le empleó como contacto confidencial con las autoridades estadounidenses; y como mensajero ante EE. UU. para determinar si su sucesor sería aceptable ante la burocracia del ministerio de relaciones exteriores de aquél país.

## Vida privada
Falleció Garthwaite de un derrame cerebral, dejando en San Salvador un hijo de 6 años de edad, John Gilbert Garthwaite, a quien su padre, al haberle dejado sus propiedades en fideicomiso, desheredó simultáneamente a la madre de John, quien pudo haber sido concubina o quizá esposa.  La madre del niño se conocía alternativamente como Angela Garthwaite o como la Sra. Virginia Dupont.
Fue socio fundador del Club Olímpico de San Francisco y del Club Ateniense de Oakland,el cual, fusionado con el Nile Club en 1915, formó el Athenian-Nile Club, que se desbandó en 1990.  Fue gran amigo de John Hays Hammond.  Su hermano fue presidente del Oakland Bank of Savings, que décadas después pasaría a ser adquirido por el Bank of America.